# شفانديبلويمي
شفانديبلويمي (بالإنجليزية: Schwändiblueme)‏ هو أحد جبال سلسلة جبال الألب إيمينتال ويقع في كانتون برن في سويسرا. يحتل المرتبة رقم 423 في قائمة جبال سويسرا من حيث الارتفاع، إذ يبلغ ارتفاعه حوالي 1396 متر، بينما يبلغ ارتفاع نتوء الجبل 320 متر.